# Fery Oszkár
Fery Oszkár (sok helyen Ferry), született: Fery Oszkár Aurél (Rimaszécs, 1860. január 10. – Budapest, 1919. július 21.) csendőrtábornok.

## Élete
Római katolikus család sarja. Apja Fery Arnold, anyja, Smutny Eleonóra volt. Édesapja egy nemesi családnál volt intéző, fiát katonai pályára akarta küldeni. Sikerült rávennie, hogy egy évre önkéntesnek jelentkezzen, mely Fery Oszkár későbbi pályafutására is kihatott. Miután a jogi egyetemet bevégezte, külföldre ment, hogy a bécsi és berlini egyetemeken tanuljon, illetve hogy a családja származását tisztázza, és a Fery-család vicomte eredetére fényt derítsen.
A katonai pályáról figyelme a csendőrség felé irányult, és kérvényezte felvételét annak állományába. Letette a csendőrtiszti vizsgát, majd főhadnagy lett. Az ország számos pontján tett szolgálatot, többek közt Szombathelyen, Ungváron és Zilahon.
Munkája mellett sportot is űzött, a Magyar AC (MAC) tagjaként vívással foglalkozott. Országos versenyeken ért el dobogós helyezéseket.
1894-ben másodszor ment külföldre, Franciaországban is járt, részint hogy felvegye a kapcsolatot elszakadt családjával, részint pedig hogy vicomte származását megújítsa. Útja során ismerte meg, majd 1894. szeptember 24-én Budapesten, a Kálvin téri református templomban elvette Laky Szerénát, akinek a szülei Laky Dániel református lelkész, gimnáziumi tanár, és Török Julianna voltak; Fery Oszkárné Laky Szeréna anyai nagyapja Török Pál református püspök volt. Fery Oszkár és Laky Szeréna frigyéből egy leány- és kétfiú gyermek született: Fery Margit, ifjabb Fery Oszkár és Fery Tibor.
1902-ben Székesfehérvárott volt őrnagy, hat évvel később pedig Kolozsváron szolgált mint ezredes. Ekkortájt foglalkozott a csendőri szolgálat megreformálásának gondolatával, miszerint fontos szerepe van az idő-, a terep- és az éghajlati viszonyokhoz történő alkalmazkodásnak, s a beosztást ezek eltérése szerint kellene készíteni.
A román nacionalista törekvésék ellen kemény kézzel lépett fel. A helyi politikusok többször is kifogást emeltek Fery Oszkár hajthatatlansága és a magyar állameszméhez való ragaszkodása miatt.
Miután a várost elhagyta, Kenessey Béla kolozsvári református püspök ezeket mondta: „Ha Fery Oszkár látná, hogy távozása után mit merészelnek az oláhok…, fájdalommal látná, hogy a magyarság ismét vissza van szorítva, s szabad tér nyílik az oláh aspirációknak.”
Mikor az első világháború kitört, éppen Görögországban járt, hazatérése nem volt zökkenőmentes. 1915-ben már tábornoki rangban szolgált, egy évre rá pedig felajánlották számára Szerbia kormányzóságát, ám ezt nem fogadta el, ugyanis nem állt szándékában otthagyni a csendőrséget. Midőn a román seregek megtámadták Erdélyt, a kitelepítés alatt gondja volt arra, hogy az embereket és azok vagyonát mentse. A háború alatt a csendőrség fejlesztésén is munkálkodott, intézkedése nyomán 1917-ben tízezer embert sikerült átvezényelni a hadseregből a csendőrséghez. Egyéb tervei is voltak, ám a világháború utáni forradalom keresztülhúzta azokat. 

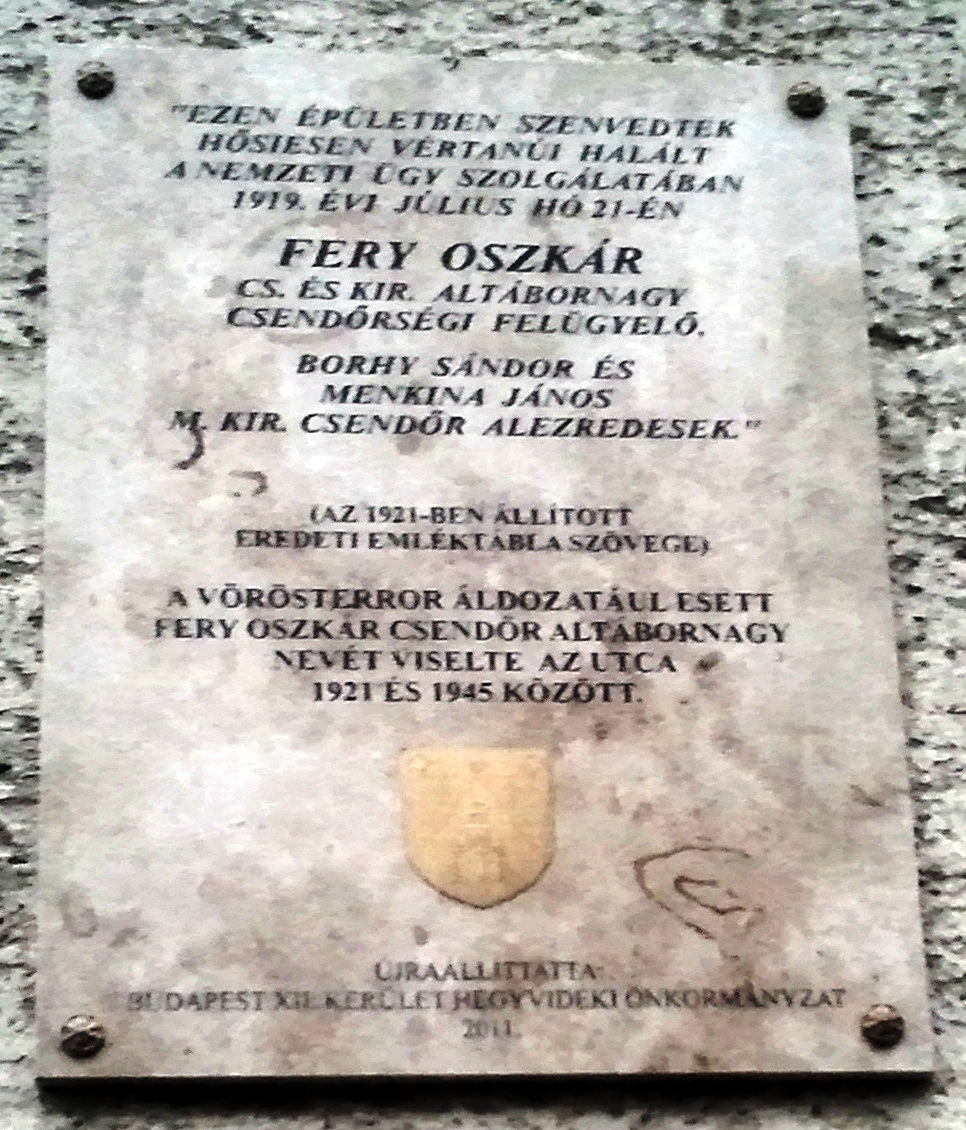
Fery Oszkár emléktáblája Budapesten a Kiss János altábornagy utcában

1918–19-ben mind a kormány, mind a sajtó csendőrségellenes nézeteket hangoztatott, melyhez a csendőrök által üldözött katonaszökevények bosszúvágya is társult. Fery Oszkár 1918-ban vonult nyugállományba, s visszavonultan élt.
1919. július 5-én küldte nyaralni Margit leányát, s búcsúszavaiban már talán sejtette hogy készül ellene valami: „Kis leányom, érzem, hogy többé nem látlak, de… tisztán és nyugodtan halok meg, mert amit csak ember megtehetett a hazáért, azt nyugodt lelkiismerettel elmondhatom, hogy megtettem.” Mikor a Magyarországi Tanácsköztársaság kommunista diktatúrája az utolsó napjait élte, július 18-án letartóztatták egy névtelen feljelentés alapján, a vád államellenes összeesküvés volt. A tanácsköztársaság verőlegényei a Mozdony utcában (ez volt a mai Kiss János altábornagy utca neve 1875 és 1921 között) található tanítóképző főiskola alagsorába vitték le két csendőrtársával, Borhy Sándor és Menkina János csendőr alezredesekkel együtt, majd három napon keresztül kínozták őket, míg életüket nem vesztették. Július 21-én éjjel a Műegyetem rakpartról a Dunába lökték mindhármuk holttestét. Fery Oszkár holttestét soha nem találták meg, így jelképes síremléket állítottak számára a Farkasréti temetőben.

## Emlékezete
Horthy Miklós kormányzó hagyta jóvá, hogy 1921-ben a tanítóképző mellett találkozó három utcát a három kivégzett csendőrtisztről nevezzék el. A jelenlegi Kiss János altábornagy utca Fery Oszkár, a Nagy Jenő utca Borhy Sándor alezredes, a Tartsay Vilmos utca pedig Menkina János alezredes nevét viselte 1945-ig.